# Nueva Independencia
Nueva Independencia es una localidad del estado mexicano de Chiapas. Es parte del municipio de Ángel Albino Corzo.

## Demografía
| Gráfica de evolución demográfica |
|                                  |

| Censo | Población |
| ----- | --------- |
| 1910  | 430       |
| 1921  | 247       |
| 1930  | 273       |
| 1940  | 383       |
| 1950  | 276       |
| 1960  | 428       |
| 1970  | 488       |
| 1980  | 384       |
| 1990  | 1 191     |
| 2000  | 1 308     |
| 2010  | 1 283     |
| 2020  | 1 357     |